# Donji Štrbci
Donji Štrbci – wieś w Chorwacji, w żupanii licko-seńskiej, w gminie Donji Lapac. W 2011 roku liczyła 14 mieszkańców.